# Jacques Hanegraaf
Jacques Hanegraaf est un coureur cycliste néerlandais, né le 14 décembre 1960 à Rijsbergen. Il est professionnel de 1981 à 1994. Il est devenu directeur sportif.

## Palmarès

### Palmarès amateur
- 1979
  -  Champion des Pays-Bas sur route juniors
- 1980
  - Ronde van Midden-Nederland
  - Circuit de la Flandre zélandaise
  - 6e étape du Tour de Campine
  - 2e du Circuit de Campine

### Palmarès professionnel
- 1981
  -  Champion des Pays-Bas sur route
  - 5ea étape du Tour de Belgique (contre-la-montre par équipes)
- 1982
  - Grand Prix du canton d'Argovie
  - Prologue du Tour d'Allemagne (contre-la-montre par équipes)
  - Paris-Bruxelles
  - 8e de Blois-Chaville
- 1983
  - 1re et 3eb étapes de l'Étoile de Bessèges
  - 3ea étape de la Semaine catalane
  - 3e du Grand Prix de la ville de Zottegem
  - 4e de l'Amstel Gold Race
- 1984
  - Amstel Gold Race
  -  Classements des sprints intermédiaires du Tour de France
  - 3e étape du Tour des Pays-Bas
  - Critérium d'Ede
  - 2e du Circuit du Houtland
  - 7e de Paris-Roubaix
- 1985
  -  Champion des Pays-Bas sur route
  - 4e étape du Tour des Pays-Bas
  - 2e du Circuit Het Volk
  - 8e de Gand-Wevelgem
- 1986
  - 3e du Prix national de clôture
- 1988
  - Circuit de la vallée de la Lys
  - 6e étape du Tour de Grande-Bretagne
  - 6eb étape du Tour de Catalogne
- 1989
  - 8e étape du Tour de la CEE
  - Grand Prix de la Libération (contre-la-montre par équipes)
  - 8e de Paris-Roubaix
- 1991
  - 3e du Grand Prix de la Libération (contre-la-montre par équipes)
- 1992
  - Veenendaal-Veenendaal

## Résultats sur les grands tours

### Tour de France
3 participations
- 1984 : 101e,  vainqueur du classement des sprints intermédiaires,  maillot jaune pendant deux jours
- 1988 : 119e
- 1989 : 129e

### Tour d'Italie
1 participation
- 1990 : abandon (6e étape)

### Tour d'Espagne
1 participation
- 1991 : hors délais (12e étape)